# 石川緑
石川 緑（いしかわ みどり、本名：伊藤 緑郎（いとう ろくろう）、1934年5月10日 - 2004年4月20日）は、愛知県豊川市出身のプロ野球選手。愛称は「ミドリ」。

## 来歴
愛知県立国府高等学校から、1954年に中日ドラゴンズにテスト入団。1955年に、一軍初登板し3勝を挙げている。しかし、その後は一軍に定着できなかった。アンダースローに改造し、1960年に61試合に登板、13勝を挙げ防御率2.36を記録した。しかし、翌1961年は3勝にとどまり、同年オフ阪神タイガースに金銭トレードされる。
移籍1年目の1962年は5勝に終わるが、同年の東映フライヤーズとの日本シリーズでは3試合に中継ぎとしてに登板。翌1963年は9勝を挙げ先発投手陣の一角を担うようになる。1964年には10勝3敗 防御率2.90を挙げ投手成績8位、最高勝率を記録し、阪神のリーグ優勝に貢献した。優勝決定は9月30日の対中日戦で、完投勝利を挙げ胴上げ投手となった。また、この年は古巣・中日に5勝を挙げている。同年の南海ホークスとの日本シリーズでは2試合に登板。第3戦では2回から本間勝をリリーフし5イニングを2失点と好投、勝利投手となった。翌1965年も10勝を挙げた。1966年は、6勝に終わるが防御率3.12とそこそこの成績を残した。しかし1967年は、22試合に登板するも防御率6点台と精彩を欠き、オフに自由契約になり東映フライヤーズに移籍した。しかし、移籍後の1968年も前年と同程度の成績に終わり、オフに現役を引退した。引退後名古屋の高木工業に勤める。
1964年6月30日に広島市民球場で行われた対広島カープ戦では、2回裏・広島の攻撃で、無死・一塁二塁の際、広島の打者・阿南準郎のバント小フライを石川が間接捕球したか直接捕球したかでトラブルとなっている。石川の捕球を球審・稲田茂が間接捕球と判断したが、石川は直接捕球を確信しており、一塁へと送球。その後、ボールは二塁へと転送された。直接捕球であればトリプル・プレーが成立する状況だったが、稲田が間接捕球と判定していたことから、これが成立しなかった。これに対して、阪神の監督・藤本定義が猛抗議した。審判団協議の結果、稲田は判定を覆し、トリプル・プレー成立と判断した。この判断に、広島サイドが猛抗議し、「一死・一塁二塁」で試合再開という妥協案が提案されたものの決着せず、この判定から二時間半もの間試合は再開しないまま、最終的に午後9時50分ごろにノーゲームの判断が下された。この結果、当日の観客1万人の約半数が暴徒化、ベンチや放送室などの球場施設を破壊し、機動隊が出動する事態となった。結局、この球場施設破壊によって、試合を行うことができないと判断されたため、広島市民球場で6月30日から行われる予定だった阪神・広島3連戦は1試合も消化することなく、3試合とも中止となった。
2004年4月20日、筋萎縮性側索硬化症による呼吸不全のため死去。69歳没。

## 選手としての特徴・人物
アンダースローからのチェンジアップ、カーブ、シュートを武器とした。ピッチング以外、捕球やフィールディングなどのプレーは流麗ではなく、ぎこちなさがあった。石川と阪神で同僚だった本間勝は、石川の動きがぎこちなくなければ、前述のバント小フライの判定トラブルは起きなかったのではないかと述べている。
使い勝手の良い投手で、1962年5月3日の対中日戦では三者連続三球三振を記録している。反面、先発した際には立ち上がりに難があり、1963年には対読売ジャイアンツ戦で「1回先頭打者から5球で3失点、さらに2連続安打で降板」、1965年には大洋ホエールズ戦で「1回先頭打者から連続3被本塁打」「1回先頭打者から8人連続出塁」といった記録を残している。
幼少のころ両親を亡くしたが、性格、身のこなしともおっとりしており、いつも笑顔の好人物だった。本間勝は、石川のことを「皆に慕われた“エエ恰好シイ”」と表現している。

## 詳細情報

### 年度別投手成績
| 年 度     | 球 団     | 登 板 | 先 発 | 完 投 | 完 封 | 無 四 球 | 勝 利 | 敗 戦 | セ 丨 ブ | ホ 丨 ル ド | 勝 率 | 打 者 | 投 球 回 | 被 安 打 | 被 本 塁 打 | 与 四 球 | 敬 遠 | 与 死 球 | 奪 三 振 | 暴 投 | ボ 丨 ク | 失 点 | 自 責 点 | 防 御 率 | W H I P |
| --------- | --------- | ----- | ----- | ----- | ----- | -------- | ----- | ----- | -------- | ----------- | ----- | ----- | -------- | -------- | ----------- | -------- | ----- | -------- | -------- | ----- | -------- | ----- | -------- | -------- | ------- |
| 1955      | 中日      | 10    | 6     | 1     | 0     | 0        | 3     | 2     | --       | --          | .600  | 168   | 40.2     | 39       | 2           | 12       | 0     | 0        | 15       | 2     | 0        | 17    | 16       | 3.51     | 1.25    |
| 1956      | 中日      | 5     | 0     | 0     | 0     | 0        | 0     | 0     | --       | --          | ----  | 37    | 9.0      | 9        | 1           | 3        | 0     | 1        | 2        | 0     | 0        | 2     | 2        | 2.00     | 1.33    |
| 1957      | 中日      | 13    | 1     | 0     | 0     | 0        | 1     | 0     | --       | --          | 1.000 | 119   | 28.0     | 26       | 4           | 6        | 0     | 2        | 9        | 1     | 0        | 12    | 11       | 3.54     | 1.14    |
| 1958      | 中日      | 8     | 1     | 0     | 0     | 0        | 0     | 0     | --       | --          | ----  | 83    | 19.1     | 19       | 0           | 6        | 1     | 0        | 8        | 0     | 0        | 11    | 9        | 4.05     | 1.29    |
| 1959      | 中日      | 6     | 0     | 0     | 0     | 0        | 0     | 0     | --       | --          | ----  | 47    | 9.2      | 14       | 0           | 4        | 0     | 0        | 6        | 1     | 0        | 8     | 4        | 3.60     | 1.86    |
| 1960      | 中日      | 61    | 22    | 6     | 2     | 2        | 13    | 12    | --       | --          | .520  | 778   | 197.1    | 163      | 16          | 32       | 3     | 3        | 103      | 2     | 0        | 58    | 52       | 2.36     | 0.99    |
| 1961      | 中日      | 30    | 5     | 0     | 0     | 0        | 3     | 1     | --       | --          | .750  | 232   | 52.2     | 59       | 5           | 17       | 0     | 1        | 26       | 0     | 0        | 32    | 27       | 4.58     | 1.44    |
| 1962      | 阪神      | 35    | 19    | 5     | 1     | 2        | 5     | 4     | --       | --          | .556  | 509   | 127.2    | 111      | 6           | 28       | 6     | 4        | 74       | 1     | 1        | 41    | 33       | 2.32     | 1.09    |
| 1963      | 阪神      | 38    | 19    | 5     | 3     | 1        | 9     | 8     | --       | --          | .529  | 627   | 145.2    | 162      | 18          | 34       | 1     | 4        | 59       | 0     | 1        | 76    | 64       | 3.95     | 1.35    |
| 1964      | 阪神      | 36    | 19    | 7     | 4     | 3        | 10    | 3     | --       | --          | .769  | 591   | 149.1    | 127      | 14          | 26       | 2     | 8        | 81       | 3     | 0        | 51    | 48       | 2.90     | 1.02    |
| 1965      | 阪神      | 43    | 19    | 4     | 4     | 2        | 10    | 10    | --       | --          | .500  | 556   | 139.0    | 126      | 13          | 26       | 2     | 2        | 66       | 0     | 0        | 56    | 45       | 2.91     | 1.09    |
| 1966      | 阪神      | 40    | 24    | 5     | 1     | 0        | 6     | 13    | --       | --          | .316  | 611   | 150.0    | 145      | 15          | 19       | 3     | 8        | 62       | 1     | 0        | 60    | 52       | 3.12     | 1.09    |
| 1967      | 阪神      | 22    | 4     | 0     | 0     | 0        | 1     | 4     | --       | --          | .200  | 184   | 43.2     | 44       | 7           | 13       | 1     | 3        | 20       | 0     | 0        | 30    | 30       | 6.14     | 1.31    |
| 1968      | 東映      | 27    | 9     | 0     | 0     | 0        | 1     | 3     | --       | --          | .250  | 251   | 57.2     | 63       | 15          | 18       | 1     | 2        | 16       | 0     | 1        | 40    | 39       | 6.05     | 1.40    |
| 通算:14年 | 通算:14年 | 374   | 148   | 33    | 15    | 10       | 62    | 60    | --       | --          | .508  | 4793  | 1169.2   | 1107     | 116         | 244      | 20    | 38       | 547      | 11    | 3        | 494   | 432      | 3.32     | 1.16    |

- 各年度の太字はリーグ最高

### タイトル
- 最高勝率：1回 （1964年）

### 記録
その他の記録
- 三者連続三球三振：1962年5月3日、対中日ドラゴンズ戦、3回に法元英明、河野旭輝、江藤愼一から　※史上5人（6回）目
- 初回先頭打者から3者連続被本塁打：1965年8月13日、対大洋ホエールズ戦（川崎球場）、1回裏に近藤和彦、桑田武、黒木基康に被本塁打 ※史上2人目

### 背番号
- 57 （1954年 - 1955年）
- 16 （1956年 - 1958年）
- 26 （1959年 - 1961年）
- 20 （1962年 - 1967年）
- 24 （1968年）